# شكلية المفعول العدسي التثاقلي
شكلية المفعول العدسي التثاقلي (بالإنجليزية: Gravitational lensing formalism) في النسبية العامة، تُحيد الكتلة النقطية المحددة شعاعًا من الضوء بمعامل صدم b وزاوية تعادل تقريبًا: 
{\displaystyle {\hat {\alpha }}={\frac {4GM}{c^{2}b}}}
حيث G هي ثابت الجاذبية، وm هي كتلة الجسم العاكس وc هي سرعة الضوء. يمكن أن يؤدي التطبيق الساذج لقانون الجذب العام لنيوتن إلى نصف القيمة بالضبط، حيث يفترض شعاع الضوء كجسيم له كتلة وتبعثر بالقدرة التثاقلية. تكون تلك القيمة التقريبية جيدة عندما يكون معامل الصدم صغيرًا.
في المواقف التي تكون فيها النسبية العامة مقربة بالجاذبية الخطية، يمكن كتابة الانحراف نتيجة الكتلة الممتدة في المكان ببساطة كإجمالي معامل على الكتل النقطية. في التواصلية المقيدة، يصبح ذلك جزءً مكملا للكثافة ρ وإذا كان الانحراف صغيرًا يمكن تقريب القدرة التثاقلية بطول المسار المنحرف على القدرة بطول المسار غير المنحرف، كما في تقريب بورن في ميكانيكا الكم. يكون الانحراف إذًا: 
{\displaystyle {\vec {\hat {\alpha }}}({\vec {\xi }})={\frac {4G}{c^{2}}}\int d^{2}\xi ^{\prime }\int dz\rho ({\vec {\xi }}^{\prime },z){\frac {\vec {b}}{|{\vec {b}}|^{2}}},~{\vec {b}}\equiv {\vec {\xi }}-{\vec {\xi ^{\prime }}}}
حيث z هي إحداثي خط الرؤية، و b→ هو معامل الصدم لمسار الشعاع الفعلي من الكتلة متناهية الصغر (معادلة) الموضوعة على الإحداثي {\displaystyle ({\vec {\xi }}^{\prime },z)}.

## تقريب العدسة النحيفة
في حدود "العدسة النحيفة"، حيث تكون المسافات بين المصدر والعدسة والملاحظ أكبر كثيرًا حجم العدسة (وهذا صحيح بالنسبة لكل الأجسام الفلكية)، يمكننا تعريف كثافة الكتلة 
{\displaystyle \Sigma ({\vec {\xi }}^{\prime })=\int \rho ({\vec {\xi }}^{\prime },z)dz}
حيث ξ→′هو متجه في مستوى السماء. فإن زاوية الانحراف هي: 
{\displaystyle {\vec {\hat {\alpha }}}({\vec {\xi }})={\frac {4G}{c^{2}}}\int {\frac {({\vec {\xi }}-{\vec {\xi }}^{\prime })\Sigma ({\vec {\xi }}^{\prime })}{|{\vec {\xi }}-{\vec {\xi }}^{\prime }|^{2}}}d^{2}\xi ^{\prime }}
كما يظهر في النموذج التوضيحي على اليمين، فإن الاختلاف بين الموقع الزاوي بلا عدسة β→ والموقع المرصود θ→ هو زاوية الانحراف، مخفضة بالنسبة بين المسافات، الموصوفة في معادلة العدسة. 
{\displaystyle {\vec {\beta }}={\vec {\theta }}-{\vec {\alpha }}({\vec {\theta }})={\vec {\theta }}-{\frac {D_{ds}}{D_{s}}}{\vec {\hat {\alpha }}}({\vec {D_{d}\theta }})}
حيث Dds هو المسافة من العدسة إلى المصدر، وDs هو المسافة من الملاحظ إلى المصدر، وDd هو المسافة من الملاحظ إلى العدسة. للعدسات العابرة للمجرات، يتحتم أن تكون تلك مسافات زاوية قطرية.
في العدسات التثاقلية القوية، يمكن أن يكون لهذه المعادلة حلولًا عدة، لأن المصدر الواحد عند β→ يمكن تصويره إلى عدة صور.

## القدرة الانحرافية والتقريبية
زاوية الانحراف المنخفضة {\displaystyle {\vec {\alpha }}({\vec {\theta }})} يمكن كتابتها كالآتي: 
{\displaystyle {\vec {\alpha }}({\vec {\theta }})={\frac {1}{\pi }}\int d^{2}\theta ^{\prime }{\frac {({\vec {\theta }}-{\vec {\theta }}^{\prime })\kappa ({\vec {\theta }}^{\prime })}{|{\vec {\theta }}-{\vec {\theta }}^{\prime }|^{2}}}}
حيث نعرِّف التقريب: 
{\displaystyle \kappa ({\vec {\theta }})={\frac {\Sigma (D_{d}{\vec {\theta }})}{\Sigma _{cr}}}}
والسطح الحرج للكثافة (لا يجب الارتباك بينه وبين الكثافة الحرجة للكون)
{\displaystyle \Sigma _{cr}={\frac {c^{2}D_{s}}{4\pi GD_{ds}D_{d}}}}
يمكن تعريف قدرة الانحراف
{\displaystyle \psi ({\vec {\theta }})={\frac {1}{\pi }}\int d^{2}\theta ^{\prime }\kappa ({\vec {\theta }}^{\prime })\ln |{\vec {\theta }}-{\vec {\theta }}^{\prime }|}
مثل هذه الزاوية الانحرافية هي تدريج للقدرة والتقريب هو نصف لابلاسية القدرة: 
{\displaystyle {\vec {\beta }}-{\vec {\theta }}={\vec {\alpha }}({\vec {\theta }})={\vec {\nabla }}\psi ({\vec {\theta }})}
{\displaystyle \kappa ({\vec {\theta }})={\frac {1}{2}}\nabla ^{2}\psi ({\vec {\theta }})}
يمكن كتابة القدرة الانحرافية كإسقاط مدرج للجاذبية النيوتنية Φ للعدسة
{\displaystyle \psi ({\vec {\theta }})={\frac {2D_{ds}}{D_{d}D_{s}c^{2}}}\int \Phi (D_{d}{\vec {\theta }},z)dz}

## المفعول العدسي الجاكوبي
الجاكوبية بين النظم الإحداثية العدسية واللاعدسية هو: 
{\displaystyle A_{ij}={\frac {\partial \beta _{i}}{\partial \theta _{j}}}=\delta _{ij}-{\frac {\partial \alpha _{i}}{\partial \theta _{j}}}=\delta _{ij}-{\frac {\partial ^{2}\psi }{\partial \theta _{i}\partial \theta _{j}}}}
حيث δij هو دلتا كرونكر. لأن مصفوفة المشتقات الثانوية يجب أن تكون متناظرة، يمكن تفكيك الجاكوبية إلى حد ثنائي يشمل التقريب وحد بلا أثر يشمل γ 
{\displaystyle A=(1-\kappa )\left[{\begin{array}{c c }1&0\\0&1\end{array}}\right]-\gamma \left[{\begin{array}{c c }\cos 2\phi &\sin 2\phi \\\sin 2\phi &-\cos 2\phi \end{array}}\right]}
حيث ϕ هو الزاوية بين α→ ومحور x. الحد المتضمن للتقريب يكبر الصورة بزيادة الحجم بينما يحافظ على سطوع السطح. الحد الذي يشمل القطع يؤدي إلى امتداد الصورة مماسيًّا حول العدسة.
القطع المُعرَّف هنا لا يساوي القطع المعرَّف تقليديًّا في الرياضيات، بالرغم من أن كلاهما يمد الصورة بطريقة غير متساوية.

## سطح فيرمات
هناك طريقة بديلة لاشتقاق معادلة العدسة، تبدأ من وقت وصول الإلكترون (سطح فيرمات)
{\displaystyle 1/\cos(\alpha (z))\approx 1+{\alpha (z)^{2} \over 2}}
حيث dz/c هو وقت السفر في خط متناه الصغر على مدى الخط المستقيم للمصدر-الملاحظ في الفراغ، والذي يُصحح بالعامل 
{\displaystyle ds^{2}=0=c^{2}dt^{2}\left(1+{2\Phi  \over c^{2}}\right)-\left(1+{2\Phi  \over c^{2}}\right)^{-1}dl^{2}}
للحصول على عنصر الخط بطول المسار المنحني 
{\displaystyle c'={dl/dt}=\left(1+{2\Phi  \over c^{2}}\right)c.}
بزاوية صغيرة الدرجة متغيرة α(z) ومعامل الانحراف هو n للأثير؛ أي المجال التثاقلي. يمكن الحصول على الأخير من حقيقة أن الفوتون يسافر على جيوديسية لاغية لكون مينكوفسكي المستقر ضعيف الاضطراب
{\displaystyle n\equiv {c \over c'}\approx \left(1-{2\Phi  \over c^{2}}\right).}
حيث تكون القدرة التثاقلية غير الفردية Φ≪c2 دافعة للتغيير في سرعة الضوء
{\displaystyle t\approx \int _{0}^{z_{s}}{dz \over c}+\int _{0}^{z_{s}}{dz \over c}{\alpha (z)^{2} \over 2}-\int _{0}^{z_{s}}{dz \over c}{2\Phi  \over c^{2}}.}
الحد الأول هو زمن السفر في المسار المستقيم، والحد الثاني هو المسار الهندسي الإضافي، والحد الثالث هو التأخر التثاقلي. قم بالتقريب المثلثي ليكون {\displaystyle \alpha (z)=\theta -\beta } للمسار بين الملاحظ والعدسة، و{\displaystyle \alpha (z)\approx (\theta -\beta ){D_{d} \over D_{ds}}} للمسار بين العدسة والمصدر. يصبح التأخر الهندسي 
{\displaystyle {D_{d} \over c}{({\vec {\theta }}-{\vec {\beta }})^{2} \over 2}+{D_{ds} \over c}{\left[({\vec {\theta }}-{\vec {\beta }}){D_{d} \over D_{ds}}\right]^{2} \over 2}={D_{d}D_{s} \over D_{ds}}{({\vec {\theta }}-{\vec {\beta }})^{2} \over 2}.}
(كيف؟ لا يوجد Ds على اليسار. لا يمكن إضافة المسافات الزاوية القطرية بطريقة بسيطة، عموما) 
وبالتالي يصبح سطح فيرمات كالآتي
{\displaystyle {D_{d} \over c}{({\vec {\theta }}-{\vec {\beta }})^{2} \over 2}+{D_{ds} \over c}{\left[({\vec {\theta }}-{\vec {\beta }}){D_{d} \over D_{ds}}\right]^{2} \over 2}={D_{d}D_{s} \over D_{ds}}{({\vec {\theta }}-{\vec {\beta }})^{2} \over 2}.}
حيث تكون τ التأخر الزمني اللابعدي، والقدرة العدسية ثنائية البعد
{\displaystyle t=constant+{D_{d}D_{s} \over D_{ds}c}\tau ,~\tau \equiv \left[{({\vec {\theta }}-{\vec {\beta }})^{2} \over 2}-\psi \right]}
تقع الصور على أقصى هذا السطح، وبالتالي فإن الاختلاف في t بـθ→ يساوي صفر، 
{\displaystyle \psi ({\vec {\theta }})={\frac {2D_{ds}}{D_{d}D_{s}c^{2}}}\int \Phi (D_{d}{\vec {\theta }},z)dz.}
وفي معادلة العدسة. خذ معادلة بويسون للقدرة ثلاثية الأبعاد {\displaystyle {\vec {\theta }}} 
ونجد القدرة العدسية ثنائية الأبعاد 
{\displaystyle 0=\nabla _{\vec {\theta }}\tau ={\vec {\theta }}-{\vec {\beta }}-\nabla _{\vec {\theta }}\psi ({\vec {\theta }})}
هنا نجد أن العدسة هي تجميع للكتل النقطية Mi في الإحداثيات الزاوية θ→i والمسافات (معادلة). استخدم (معادلة) للـx الصغيرة جدًا التي نجدها. 
{\displaystyle \Phi ({\vec {\xi }})=-\int {\frac {d^{3}\xi ^{\prime }\rho ({\vec {\xi }}^{\prime })}{|{\vec {\xi }}-{\vec {\xi }}^{\prime }|}}}
يمكن للمرء حساب التقريب بتطبيق اللابلاسية للقدرة العدسية ثنائية الأبعاد
{\displaystyle \psi ({\vec {\theta }})=-{\frac {2GD_{ds}}{D_{d}D_{s}c^{2}}}\int dz\int {\frac {d^{3}\xi ^{\prime }\rho ({\vec {\xi }}^{\prime })}{|{\vec {\xi }}-{\vec {\xi }}^{\prime }|}}=-\sum _{i}{\frac {2GM_{i}D_{is}}{D_{s}D_{i}c^{2}}}\left[\sinh ^{-1}{|z-D_{i}| \over D_{i}|{\vec {\theta }}-{\vec {\theta }}_{i}|}\right]|_{D_{i}}^{D_{s}}+|_{D_{i}}^{0}.}
بالاتفاق مع التعريف السابق {\displaystyle M_{i}} كنسبة لكثافة المسقط مع الكثافة الحرجة. هنا نستخدم {\displaystyle {\vec {\theta }}_{i}} و{\displaystyle z=D_{i}.} 
يمكن تأكيد التعريف السابق لزاوية الانحراف المنخفضة 
{\displaystyle \psi ({\vec {\theta }})\approx \sum _{i}{\frac {4GM_{i}D_{is}}{D_{s}D_{i}c^{2}}}\left[\ln \left({|{\vec {\theta }}-{\vec {\theta }}_{i}| \over 2}{D_{i} \over D_{is}}\right)\right].} 
حيث θEi هو ما يدعى القطر الزاوي لأينشتاين للعدسة النقطية Mi. لعدسة نقطية مفردة في النقطة الصفرية نسترجع النتيجة المعيارية بأنه يوجد صورتان لحلين للمعادلة التربيعية
{\displaystyle \kappa ({\vec {\theta }})={\frac {1}{2}}\nabla _{\vec {\theta }}^{2}\psi ({\vec {\theta }})={\frac {4\pi GD_{ds}D_{d}}{c^{2}D_{s}}}\int dz\rho (D_{d}{\vec {\theta }},z)={\Sigma  \over \Sigma _{cr}}=\sum _{i}{4\pi GM_{i}D_{is} \over c^{2}D_{i}D_{s}}\delta ({\vec {\theta }}-{\vec {\theta }}_{i})}
يمكن الحصول على المصفوفة المضاعفة بمضاعفة المشتقات للتأخر الزمني اللابعدي
{\displaystyle {\vec {\theta }}-{\vec {\beta }}=\nabla _{\vec {\theta }}\psi ({\vec {\theta }})=\sum _{i}{\theta _{Ei}^{2} \over |{\vec {\theta }}-{\vec {\theta }}_{i}|},~\pi \theta _{Ei}^{2}\equiv {4\pi GM_{i}D_{is} \over c^{2}D_{s}D_{i}}}
بينما نعرف المشتقات 
{\displaystyle {\vec {\theta }}-{\vec {\beta }}={\theta _{E}^{2} \over |{\vec {\theta }}|}.}
والذي يأخذ معنى التقريب والقطع. التكبير هو عكس الجاكوبية 
{\displaystyle A_{ij}={\partial \beta _{j} \over \partial \theta _{i}}={\partial \tau  \over \partial \theta _{i}\partial \theta _{j}}=\delta _{ij}-{\partial \psi  \over \partial \theta _{i}\partial \theta _{j}}=\left[{\begin{array}{c c }1-\kappa -\gamma _{1}&\gamma _{2}\\\gamma _{2}&1-\kappa +\gamma _{1}\end{array}}\right]}
حيث A الموجبة تعني القيمة القصوى أو الدنيا والسالبة تعني نقطة سرجية في سطح الوصول. 
لنقطة عدسية مفردة يمكن أن يظهر التالي
{\displaystyle \kappa ={\partial \psi  \over 2\partial \theta _{1}\partial \theta _{1}}+{\partial \psi  \over 2\partial \theta _{2}\partial \theta _{2}},~\gamma _{1}\equiv {\partial \psi  \over 2\partial \theta _{1}\partial \theta _{1}}-{\partial \psi  \over 2\partial \theta _{2}\partial \theta _{2}},~\gamma _{2}\equiv {\partial \psi  \over \partial \theta _{1}\partial \theta _{2}}}
وبالتالي فإن تكبير النقطة يُعطى كالآتي 
{\displaystyle A=1/det(A_{ij})={1 \over (1-\kappa )^{2}-\gamma _{1}^{2}-\gamma _{2}^{2}}}
تنحرف A للصور عند قطر أينشتاين θE.
في حالات أن هناك نقط عدسية متعددة علاوة على خلفية ناعمة للجسيمات (المظلمة) لكثافة السطح Σcrκsmooth، فإن وقت الوصول للسطح 
{\displaystyle \kappa =0,~\gamma ={\sqrt {\gamma _{1}^{2}+\gamma _{2}^{2}}}={\theta _{E}^{2} \over |\theta |^{2}},~\theta _{E}^{2}={4GMD_{ds} \over c^{2}D_{d}D_{s}}.}
لحساب التكبير، مثل: عند النقط الصفرية (0,0)، بسبب تماثل الكتل النقطية الموزعة عند (θxi,θyi)علينا أن نضيف القطع الكلي ونضمن تقريب الخلفية الناعمة 
{\displaystyle A=\left(1-{\theta _{E}^{4} \over \theta ^{4}}\right)^{-1}.}
يخلق ذلك شبكة من المنحنيات الحرجة، الخطوط الموصلة لنقط الصور للتكبير اللامتناهي.

## العدسات الضعيفة العامة
في العدسية الضعيفة بالبناء واسع المدى، يمكن أن يتعطل تقريب العدسة النحيفة، والأبنية الممتدة ذات الكثافة المنخفضة لا تُقرب بالمستويات المتعددة نحيفة العدسة. في هذه الحالة، يمكن أن يشتق الانحراف بافتراض أن القدرة التثاقلية تختلف في كل مكان ببطء (لهذا السبب، لا يصح تطبيق هذا التقريب للعدسات القوية). تفترض تلك المقاربة أن الكون موصوف جيدًا بالقانون النيوتني لإحداثيات روبرتسون-ووكر، لكنها لا تضيف أي افتراضات أخرى عن توزيع الكتلة العدسية. 
كما في حالة العدسة النحيفة، يمكن كتابة التأثير كخريطة من الموقع الزاوي اللاعدسي β→ إلى الموقع العدسي θ→. جاكوبية الانتقال يمكن كتابتها كمكمل على القدرة التثاقلية Φ بطول خط الرؤية
{\displaystyle {\frac {\partial \beta _{i}}{\partial \theta _{j}}}=\delta _{ij}+\int _{0}^{r_{\infty }}drg(r){\frac {\partial ^{2}\Phi ({\vec {x}}(r))}{\partial x^{i}\partial x^{j}}}}
حيث r هي مسافة المسايرة، و xiهو المسافة المستعرضة، و
{\displaystyle g(r)=2r\int _{r}^{r_{\infty }}dr'\left(1-{\frac {r^{\prime }}{r}}\right)W(r^{\prime })}
هي عدسية كيرنل، والتي تُعرِّف كفاءة العدسة لتوزيع المصادر W(r)
الجاكوبية Aij يمكن تفكيكها إلى حدود التقريب والقطع كما حدث في حالة العدسة النحيفة، وفي حدود عدسة نحيفة وضعيفة في نفس الوقت، تكون التفسيرات الفيزيائية بالمثل.